# Ходж, Стефани
Стефани Ходж (англ. Stephanie Hodge, род. 24 декабря 1956) — американская актриса и стендап комик. Она наиболее известна благодаря своей роли в ситкоме The WB «Несчастливы вместе», где она снималась с 1995 по 1998 год.
Ходж родилась в Уилмингтоне, штат Огайо, и окончила Университет штата Огайо. В конце восьмидесятых она начала появляться на экране в фильмах «Коротышка — большая шишка», «Я, сумасшедший» и «Почти ангел», вскоре после чего последовал ряд основных ролей в комедийных сериалах «Сахар и специи» (CBS, 1990), «Моё ток-шоу» (синдикация, 1990—1991), «Медсестры» (NBC, 1991—1993), и «Выкарабкивающаяся» (CBS, 1994). В двухтысячных, Ходж появилась в фильме «Эволюция» и периодически появлялась в сериалах «Риба», «Морская полиция: Спецотдел» и «Всё тип-топ, или Жизнь Зака и Коди».

## Избранная фильмография
- Коротышка — большая шишка (1988)
- Я, сумасшедший (1989)
- Почти ангел (1990)
- Эволюция (2001)
- Всегда говори «Да» (2008)
- Держись, Чарли! / Good Luck Charlie (2010) — мисс Ковингтон